# Бросок (хоккей с шайбой)
Бросок в хоккее — попытка игрока забросить шайбу, в ходе которой он непосредственно ударяет по шайбе клюшкой или совершает «щелчок», после которого клюшка по инерции сама ударяет по шайбе. Каждый нанесённый в створ ворот бросок в протоколе оценивается как бросок по воротам.

## Основные типы бросков
В хоккее с шайбой насчитываются четыре основных типа броска.

### Удар-бросок
Удар-бросок, также известный как «бросок лопатой» (англ. shovel shot) — самый простой тип броска в арсенале игрока. Игроку просто необходимо клюшкой, как лопатой, толкнуть шайбу по льду в нужном направлении либо ударить по ней — при ударе шайба именно движется по льду, а не летит в воздухе. Подобный удар используется игроками чаще всего для выброса шайбы из своей зоны, если их команда вынуждена обороняться. Более сложная вариация — это бросок с подкидкой (англ. Flip shot), в ходе которого игрок сначала накрывает шайбу клюшкой, а затем подбрасывает её с помощью движения запястьем по направлению к воротам. Бросок с подкидкой не является мощным, но позволяет обойти оборону соперника.

### Кистевой бросок
Кистевой бросок (англ. wrist shot) является одним из очень точных бросков: он медленнее, но точнее щелчка. Игроку необходимо сначала пододвинуть шайбу к середине крюка, а затем совершить резкое движение кисти в направлении ворот или партнёра по команде. Шайба сдвинется после касания крюка клюшки, а вращательное движение кисти заставит шайбу вращаться в полёте. Движение сгибающейся клюшки обеспечит шайбе достаточно высокую скорость полёта.

### Короткий щелчок
Бросок с коротким щелчком (англ. snap shot) — комбинация щелчка и кистевого броска. Игрок размахивается клюшкой как при щелчке (но не так сильно) и затем наносит бросок, двигая при этом кистью как при кистевом броске. Шайба отпускается быстро, но с лёгким щелчком. Скорость шайбы после этого броска выше, чем при кистевом броске, однако и времени для нанесения этого броска необходимо больше.

### Щелчок
Щелчок (англ. slapshot) — наиболее сложный бросок в хоккее. Игрок замахивается клюшкой для нанесения удара, затем резко опускает её и касается льда недалеко (за несколько сантиметров) от шайбы, ударяя по льду. При правильном выполнении броска клюшка при контакте с шайбой прогнётся и запустит её. Вся энергия клюшки преобразуется в кинетическую энергию шайбы и придаёт ей такую скорость, какую обычно не придаёт при стандартном броске. От положения рук игрока меняется и траектория полёта шайбы.

## Другие виды

### Бэкхенд
Бэкхенд (англ. Backhand shot) или удар обратной стороной клюшки является недостаточно сильным или точным по сравнению с другими, но может застать врасплох вратаря. Игроки могут также наносить и щелчки благодаря подобным ударам. Эти удары чаще наносятся прямо перед воротами и используются при выходах один на один.

### Ван-таймер
Ван-таймер (англ. one-timer) — разновидность броска, который наносится в одно касание. Один из игроков делает пас на другого, и тот не останавливает шайбу, а сразу бьёт по ней, когда она оказывается в зоне досягаемости. Этот бросок наименее точный, однако для вратаря он сложен тем, что его можно остановить, только выбрав правильную позицию. В связи с эластичностью резины, из которой изготавливается шайба, скорость полёта шайбы и угол подъёма возрастает. В некоторых случаях игрок успевает выполнить щелчок и отправить шайбу в ворота, вследствие чего подобный гол называют «голом голеадоров» (англ. goal-scorers goal) — шансов отразить этот удар у вратаря почти не остаётся. М

### Бросок по воротам
Попыткой забросить шайбу считается собственно бросок по воротам: в протокол вписывается число бросков по воротам, нанесённых в матче каждой командой. Бросок по воротам засчитывается только в том случае, если шайба была направлена собственно в створ ворота и бросок не завершился промахом: то есть либо был зафиксирован гол, либо бросок отразил вратарь, сделав сэйв. В отличие от футбола, в хоккее с шайбой попадания в каркас ворот и полёт шайбы мимо ворот бросками не считаются. Число бросков по воротам крайне важно для вратарей, поскольку на основе общего числа бросков и числа отражённых бросков строится процент спасения и коэффициент эффективности. Для полевых игроков вычисляется процент попаданий по воротам, однако он не так важен.

### Добивание
Для добивания шайбы в ворота игрок должен находиться вблизи ворот и подставить клюшку, чтобы изменить траекторию полёта шайбы и отправить её в ворота. Не только клюшка, но и части тела (ноги, грудь, спина, голова и лицо) могут изменить траекторию полёта шайбы и привести к голу в ворота, хотя для этого также необходимо приложить достаточно усилий. Добивание коньком запрещено правилами, если движение ног было преднамеренным и носило целенаправленный характер. Добивание шайбы с близкого расстояния может закончиться голом, если вратарь не среагирует вовремя на бросок.

## Хват
Хват игрока определяет, к какой части тела он прижимает клюшку и какой рукой он наносит бросок. Игрок с левым хватом прижимает клюшку к левой части тела, его левая рука находится ниже правой. Игрок с правым хватом прижимает клюшку к правой части тела, его правая рука находится ниже левой. Нижняя рука определяет хват и передаёт основную силу броска, верхняя отвечает за управление клюшкой. Однако для хоккеиста не исключается и возможность бросать с любой руки.
Среди 852 игроков, игравших в сезоне НХЛ 2007/2008 годов, 554 игрока были с левым хватом. Разделение на праворуких и леворуких хоккеистов произошло после того, как стали производить клюшки с загибами.